# Gatto con gli stivali (Shrek)
Il Gatto, soprannominato come il Gatto con gli Stivali (Puss in Boots), è uno dei protagonisti della serie cinematografica Shrek. La sua creazione è stata ispirata dall'omonimo personaggio della celebre favola. Nella versione originale e in quella spagnola è doppiato dall'attore Antonio Banderas, che poi lo ha doppiato anche nell'adattamento italiano di Shrek terzo e Shrek e vissero felici e contenti. Nella sua prima apparizione in Shrek 2, il Gatto con gli stivali è invece doppiato da Massimo Rossi. In Il gatto con gli stivali, spin-off incentrato sul personaggio, è ancora Banderas a doppiare il Gatto, mentre nella serie animata a lui dedicata Le avventure del gatto con gli stivali è doppiato da Andrea Lavagnino. Nel seguito Il gatto con gli stivali 2 - L'ultimo desiderio il personaggio è doppiato da Diego Suarez, probabilmente a causa dell'indisponibilità di Banderas (che ha però doppiato il secondo trailer). 
Il Gatto con gli Stivali della saga di Shrek è stato molto apprezzato dalla critica, che ha elogiato la sua personalità, la sua capacità di fare gli occhi dolci contro i suoi nemici e il doppiaggio di Banderas. La rivista inglese Empire lo ha collocato all'undicesimo posto della sua lista dei 50 migliori personaggi dei cartoni animati della storia.

## Storia
Nella serie animata Le avventure del gatto con gli stivali (2015-2018), ambientata prima dei film, si ritrova nella cittadina sperduta e nascosta di San Lorenzo; dopo aver rubato un importante moneta dal tesoro di San Lorenzo, spezza accidentalmente l'incantesimo che protegge la città e decide di diventare il protettore e il paladino dei cittadini.
Nel film Il gatto con gli stivali, si scopre che è un orfano ed è stato cresciuto da Imelda, la proprietaria dell'orfanotrofio della città di San Ricardo, la quale aveva cucito per lui i suoi caratteristici stivali dopo aver salvato la vita alla madre del capo delle guardie. Dopo che il suo amico Humpty Dumpty, che condivideva con lui il sogno di trovare i fagioli magici e prendere le uova d'oro, lo aveva ingannato ad aiutarlo a rapinare la banca della città, Gatto, arrabbiato con lui per averlo tradito, lo lasciò alla mercé delle guardie, finendo per diventare un fuorilegge, e per sette anni cercò, senza successo, di riscattare il suo nome. 
Dopo una serie di peripezie ed essersi rincontrato con Humpty Dumpty (affiancato da Kitty "Zampe di Velluto") riuscirono a realizzare il loro sogno di trovare i fagioli magici e, andando in cielo, prendere l'Oca dalle uova d'oro. Il Gatto venne poi tramortito e quando fece ritorno a San Ricardo scoprì che Humpty l'aveva ingannato sin dall'inizio per vendetta. A San Ricardo in seguito giunge la madre dell'Oca (conosciuta come "Il Grande Terrore") che va su tutte le furie e rischia di distruggere San Ricardo se l'Oca d'oro, sua figlia, non viene restituita, così Humpty (che si è intanto ravveduto) si sacrifica per permettere a Gatto di restituire l'Oca d'oro e aggiustare le cose. Dopo questo atto eroico, il Gatto è ora un eroe per i cittadini di San Ricardo, ma è ancora ricercato dalle autorità per la rapina in banca orchestrata di Humpty che lo ha visto ingiustamente coinvolto e per l'evasione dalla prigione; si lascia dunque la città alle spalle, intraprendendo la carriera di cacciatore di taglie, eroe e vigilante.
Nel cortometraggio Il gatto con gli stivali: I Tre Diablos del 2012, subito dopo il film, si scopre che è diventato il padre adottivo di tre gattini: Perla la primogenita, Gonzalo il secondogenito e Don Timoteo Montenegro il terzo (in originale: Sir Timothy Montenegro The Third, spesso chiamato Timmy). Erano i seguaci del criminale francese Il Mormoratore, che aveva rubato il rubino della corona della principessa Alessandra Bellagamba, e avevano rivelato la loro vera natura quando Gatto li aveva liberati nel deserto, ma lui, dopo averli liberati, si occupa di loro, e con il loro aiuto, riesce a sconfiggere il criminale e a recuperare il rubino, per poi dire loro addio, lasciandoli come moschettieri personali della principessa.
In Shrek 2, il Gatto si è trasferito a Molto, molto lontano, vivendo come cacciatore di orchi al pub la Mela avvelenata. Qui viene assoldato da re Harold, affinché assassini Shrek, per accontentare la Fata Madrina. Il gatto fallisce nel suo tentativo dopo aver vomitato una palla di pelo, ma Shrek anziché prendersi una rivalsa nei suoi confronti, gli risparmia la vita. Gatto, sentendosi debitore nei suoi confronti e in colpa per averlo giudicato male, riesce a convincere Shrek ad aiutarlo e proteggerlo nella sua missione facendogli gli occhi dolci, cosa che diventerà poi una sua gag iconica e ricorrente per supplicare qualcuno o per far abbassare la guardia ai nemici. Ciò nonostante Ciuchino proverà immediatamente una forte conflittualità nei suoi confronti. Il rapporto di amore-odio fra Ciuchino e il Gatto sarà una delle gag ricorrenti dell'intera serie di film. Il Gatto rimarrà al fianco di Shrek per tutta la durata del film e alla fine stringerà una sincera amicizia con Ciuchino.
In Shrek terzo il Gatto si unisce a Shrek e Ciuchino nella loro ricerca del giovane Arthur, ed in seguito incoraggerà l'orco ad essere maggiormente gentile nei confronti del ragazzo, oltre a dargli consigli sulla sua nuova condizione di padre. Inavvertitamente Merlino finirà per scambiare i corpi di Ciuchino e il Gatto durante un incantesimo e la cosa si risolverà soltanto alla fine del film.
In Shrek e vissero felici e contenti, il quarto capitolo della serie, un'altra versione del Gatto appare nella realtà alternativa creata dall'incantesimo di Tremotino: qui non ha mai conosciuto Shrek ed è terribilmente in sovrappeso e privo di qualunque agilità felina, ridotto ad essere l'animale di compagnia di Fiona. Ciò nonostante svolgerà un ruolo fondamentale, dapprima nell'aiutare Shrek a riconquistare Fiona, ed in seguito insieme a Ciuchino, nel salvare entrambi dal Pifferaio Magico e nella battaglia finale al castello di Tremotino. Quando tutto torna alla normalità egli è un invitato alla festa di compleanno dei figli di Shrek.
Il Gatto ritorna protagonista ne Il gatto con gli stivali 2 - L'ultimo desiderio, ambientato dopo gli eventi del quarto film della saga. Tornato nel suo continente natale dove è ancora un ricercato, il Gatto perde la vita schiacciato da una campana dopo aver combattuto il mostro gigante di roccia del villaggio di Del Mar, ma si risveglia senza problemi dal dottore del paese: essendo un gatto ha nove vite, tuttavia parlando con il medico si rende di aver già sprecato, grazie alla sua incuria e spericolatezza, otto di esse. Rifiutando l'idea di ritirarsi in pensione, il Gatto incappa in un lupo, che presume un cacciatore di taglie, che quasi lo uccide, facendogli capire la gravità del pericolo che ha eluso per otto vite. Scappato al cacciatore di taglie, Gatto si rifugia dalla gattara Mamá Luna, dove tempo dopo fa amicizia con un cagnolino senza nome; in seguito viene cercato da Riccioli d'oro e i tre orsi, che vogliono assumerlo per rubare la mappa della Stella dei Desideri, la quale conduce ad una magica stella cadente che può esaudire qualsiasi desiderio. Intenzionato a riprendersi le vite, il Gatto parte con il cagnolino (che in seguito chiamerà Perrito) a rubare la mappa, incappando di nuovo in Kitty, che tempo addietro aveva vigliaccamente abbandonato all'altare (ignaro che anche lei aveva fatto lo stesso, sicura che il suo ego sarebbe stato di mezzo) ed assieme partono a trovare la stella, accorgendosi lungo la via che nessuno di loro necessita un desiderio. Gatto lo scopre prima accorgendosi come egoiste e egocentriche erano le sue passate vite, poi scoprendo che il cacciatore, che ancora lo perseguita, è la Morte in persona che, stufo di come il Gatto non abbia apprezzato la sua vita per otto volte, vuole punirlo togliendoli la nona. A seguito di un duello tra i due, la Morte realizza il cambiamento del Gatto e lo lascia andare, ricordandogli tuttavia che sarebbe ritornato una volta giunta la sua ora. Alla fine, dopo aver sconfitto il sadico Jack Horner con l'aiuto di Riccioli e dei tre orsi, lui, Kitty e Perrito si riconciliano e si apprestano a tornare nel regno di Molto Molto Lontano.

## Aspetto fisico
Il Gatto con gli Stivali è un gatto soriano col pelo arancione e dagli occhi verdi che porta un mantello nero, un cappello a coppo nero con una piuma gialla assieme a una cintura con una spada stocco e un paio di stivali neri con un nastro rosso. Parla con accento spagnolo.

## Caratterizzazione
Chris Miller ha descritto il personaggio come "un gatto ferocemente leale e onorevole". Ha inoltre definito il gatto "un personaggio divertente, piccolo e tascabile". Miller ha anche descritto il gatto come "davvero attraente" e anche come "un gatto normalmente proporzionato vestito, ma audace, animato e romantico". Considerava anche il Gatto "colorato". Miller ha affermato che "il personaggio di Antonio e questa figura esplosiva, dinamica, enorme che era davvero carina" si adatta perfettamente al ritratto del gatto in Il gatto con gli stivali. Ha anche detto che il Gatto è una "versione amplificata di Antonio che esce da questo minuscolo pacchetto di furia" e che questo lo rende un "personaggio immediatamente divertente", "intrigante" e "complesso". Ha aggiunto che il gatto "è molto melodrammatico", vedendolo come "divertente" a causa del modo in cui il personaggio di Gatto è raffigurato e credendo che Banderas fosse "davvero bravo" a interpretare questo lato del personaggio. Ha inoltre detto che Gatto "è più divertente quando si prende troppo sul serio", il che accade sempre dal momento che "vede se stesso come una figura molto importante". Miller ha affermato che mentre Gatto ha un "cuore davvero grande", è ancora un po' dispettoso. Miller ha descritto Gatto come qualcuno che aveva visto "la luce molto presto nella vita" e che "sta influenzando il cambiamento su tutti coloro che lo circondano". Lo descrisse inoltre come "mezzo amante, mezzo combattente" e come "un po' birichino e un po' piantagrane". Miller ha anche definito Gatto "imprevedibile".
Lo sceneggiatore Douglas Langdale ha detto che il gatto è un "personaggio con cui chiunque può identificarsi", il che lo rende "eccezionale". Ha detto che "in superficie, il gatto è il ragazzo più cool del mondo", "bravo in tutto", "salva e protegge le persone" e "sembra che possa sconfiggere chiunque", nonostante "questa meravigliosa vulnerabilità" dovuta a lui essere "minuscolo". Secondo Langdale, il gatto è "solo un gatto di taglia normale in un mondo a misura di persona" con una personalità "a grandezza di elefante".
Antonio Banderas ha descritto il Gatto come "un po' misterioso", con "una dolcezza"; ha aggiunto che il personaggio "sa come rendere gelose le persone" e "può essere manipolatore solo con i suoi occhi". Secondo Banderas, gli spettatori potrebbero identificarsi con i tentativi di Gatto di ottenere qualcosa. Banderas ha detto che il gatto è un "donnaiolo" che corteggia "le gattine", e si diverte ad avere una femmina "di fronte a lui che può combattere duro come lui". Ha affermato che il gatto è "così piccolo", e l'attore ha apprezzato il suo "contrasto di dimensioni" con Shrek.

## Ispirazione
L'aspetto del Gatto con gli Stivali presente in Shrek è ispirato al personaggio di Zorro (Banderas ha interpretato l'eroe mascherato nei film La maschera di Zorro e The Legend of Zorro) infatti il Gatto esordisce in Shrek 2 marchiando con la spada su un tronco una "P" (che sta per Puss, il nome originale del Gatto), parodiando la "Z" di Zorro. In origine però i realizzatori si erano ispirati alla figura di D'Artagnan, moschettiere francese.
Parla con un accento spagnolo, unitamente ad una caratterizzazione che concentra nel Gatto tutti gli stereotipi tipici legati agli ispanici.
È un personaggio simpatico: nonostante il suo passato da fuorilegge, il Gatto ha un suo senso dell'onore e non uccide mai senza un valido motivo. A seconda della situazione è sia spaccone che modesto, capace di riconoscere un suo errore. È anche socievole, coraggioso, gentile, buono e fedele verso gli amici. Insieme a Ciuchino, è uno dei maggiori amici di Shrek. Non manca di adulare o sedurre qualche femmina e, per supplicare o accattivarsi le simpatie di Shrek o di altri personaggi, usa l'espediente degli occhi dolci, che usa anche per cogliere i nemici alla sprovvista prima di finirli.
Nonostante sia un gatto antropomorfo, il personaggio continua a mantenere alcune caratteristiche tipiche del suo stato di felino. Nei film, infatti, gag ricorrenti mostrano il Gatto vomitare palle di pelo o leccarsi la pelliccia per pulirsi.